# 刺腹丽蛛
刺腹丽蛛（学名：Chrysso spiniventris），又名棘腹金姬蛛，为球蛛科丽蛛属的动物。分布于斯里兰卡、日本、印度尼西亚、台湾岛以及中国大陆的广西等地，主要栖息于茶园。